# Кент, Дэвид
Дэ́вид Ке́нт (англ. David Kent; род. 3 февраля 1941, Маунт-Лоули, Перт, Западная Австралия) — австралийский историк музыки и поп-культуры. Кент стал известен как издатель национального австралийского хит-парада Kent Music Report (с мая 1974 по 1996 год). Музыкальные отчеты Кента использовались Австралийской ассоциацией звукозаписывающих компаний (ARIA) в качестве официальных хит-парадов ARIA с середины 1983 года до июля 1988 года, когда ARIA разработала собственный хит-парад.

## Биография
Дэвид Кент родился в Маунт-Лоули (пригород Перта), Западная Австралия в семье промышленного химика Сирила Кента и Марджори Гудвин Далтон Кент. В юности увлёкся музыкой, особенно прослушиванием местных радиопередач, в которых подводили итоги лучших песен недели. В то время в Австралии не было общенациональной системы хит-парадов для синглов или альбомов, поэтому Кент начал составлять свой собственный хит-парад, основанный на данных местных радиостанций.
В 1958 году радиостанция 2UE предоставила первые раздаточные чарты в магазинах звукозаписи, а первый национальный чарт, составленный для журнала Go-Set рок-журналистом Эдом Ниммерволлом, появился в октябре 1966 года. В это время Кент работал на музыкальные фирмы EMI и Polygram. В течение 18 месяцев Кент исследовал австралийские музыкальные чарты и разработал систему ранжирования, основанную на чартах радиостанций со всей страны, а с мая 1974 года он составил отчет Kent Music Report. Целью Кента было предоставить австралийской музыкальной индустрии информацию о синглах и альбомах, а также вести хронику истории музыкальных предпочтений. Kent Music Report начал продаваться коммерчески после июля 1974 года, и он стал единственным общенациональным чартом после закрытия Go-Set в августе.
Кент расширил свой бизнес и с 1976 года включил фактические цифры продаж в дополнение к информации с радиостанций. К 1977 году крупные звукозаписывающие компании использовали информацию о его графике в своей рекламе. Сотрудники Кента отправили опросы в розничные магазины, сопоставляли данные о продажах вместе с радиочартами по штатам, а затем использовали его систему ранжирования, чтобы собрать национальный музыкальный хит-парад. К 1982 году розничные продажи по опросу были основным источником отчётов Кента.
Австралийская ассоциация звукозаписывающих компаний (ARIA) была создана шестью крупнейшими звукозаписывающими компаниями, работавшими в Австралии: EMI, Festival Records, CBS (ныне известная как Sony Music), RCA (ныне известная как BMG), WEA (ныне известная как Warner Music) и Polygram (ныне известная как Universal). ARIA лицензировала Kent Music Report с середины 1983 года и публиковала чарты от своего имени до недели, заканчивающейся 26 июня 1988 года.
В начале 1987 года Kent Music Report был переименован в Australian Music Report. Его использовали крупные звукозаписывающие компании, предпочитая собственные чарты ARIA. Кент продолжал выпускать свои музыкальные отчеты до 1996 года, но утратил свой интерес к Australian Music Report, который продолжал издаваться до конца 1998 года, после чего изменения в технологии, такие как штрих-кодирование, позволяли отправлять информацию о данных продаж непосредственно в ARIA.
В 1993 году Кент использовал свои ресурсы для составления диаграмм, датируемых 1970 годом. Он добавил информация из еженедельника Kent Music Report и Australian Music Report для публикации хит-парадов в форме книги — Australian Chart Book, 1970—1992. Затем последовали Australian Chart Book (1940—1969) в 2005, Australian Chart Book (1993—2005) в 2006, The Australian top 20 book (1940—2006) в 2007, и Australian Chart Chronicles (1940—2009).